# Cartierul chinezesc (film)
Cartierul chinezesc (în engleză Chinatown) este un film neo noir American din 1974 regizat de Roman Polanski. Filmul conține multe elemente caracteristice filmului noir prezentând o îmbinare între mister și dramă psihologică. Din distribuție fac parte Jack Nicholson, Faye Dunaway și John Huston, filmul fiind lansat de Paramount Pictures.
Filmul, plasat în Los Angeles în anul 1937, este inspirat din disputele pentru drepturile asupra apei și a pământului care au avut loc în sudul Californiei în anii 1910 și '20 și în care William Mulholland a acționat în numele Los Angeles-ului pentru a asigura drepturile de apă în Owens Valley.
Filmul a fost nominalizat la unsprezece Premii Oscar câștigând la categoria Cel mai bun scenariu original - Robert Towne. În 1991, Cartieul Chinezesc a fost inclus în Registrul Național de Film al Statelor Unite de către Biblioteca Congresului pentru importanța sa culturală, istorică și estetică.
O a doua parte intitulată The Two Jakes a apărut în 1990 cu Jack Nicholson ca actor și regizor, scenariul fiind din nou semnat Robert Towne.

## Rezumat
Hollis Mulwray este un proprietar de pământuri din California. Ida Sessions se dă drept Evelyn, așa-zisa soție a lui Hollis, îl angajează pe JJ Jake Gittes, un detectiv particular ce-și scotea banii urmărind soți și soții infideli, să-i prindă în flagrant delict. Jake îl fotografiază pe Hollis cu o tânără femeie. 
Nu peste mult timp Hollis este găsit mort spunându-se că s-a sinucis. Jack își dă seama că a fost folosit și se decide să facă cercetări și să afle adevărul. Încetul cu încetul Jake descoperă mult mai multe decât se aștepta. Jake scoate la iveală un plan pentru a cumpăra ieftin, pământuri și ape, și de a le revinde cu milioane de dolari. În spatele acestei afaceri se află Noah Cross, tatăl lui Evelyn și fostul partener de afaceri al lui Hollis. 
Jake se implică din ce în ce mai mult fiind însă nedumerit de interesul manifestat de către Evelyn și Noah Cross pentru fata cu care fusese văzut Hollis. Nimic nu părea fi ceea ce este, nici soția, nici afacerea și nici măcar sinuciderea.

## Recepție
Premii: 1975 - Filmul câștigă premiul Oscar pentru cel mai bun scenariu, dar numără și nu mai puțin de 10 nominalizări la același trofeu, printre care "cel mai bun actor în rol principal - Jack Nicholson", "cea mai bună actriță în rol principal - Faye Dunaway", "cel mai bun regizor - Roman Polanski".
În același an, filmul este nominalizat de 10 ori la premiul BAFTA (cea mai bună actriță, cel mai bun film, cel mai bun actor în rol secundar - John Huston) și reușește să câștige la 3 categorii: "cel mai bun actor - Jack Nicholson" , "cea mai bună regie - Roman Polanski", "cel mai bun scenariu - Robert Towne".
La Globul de Aur pelicula câștigă la categoriile "cel mai bun regizor - Roman Polanski", "cel mai bun film - dramă", "cel mai bun actor - Jack Nicholson".
„Filmul este bizar, fascinant cu un mister în tradiția Hamett-Chandler, cu Nicholson detectiv particular antrenat într-un caz complex și înșelător de către o femeie fatală întruchipată de Faye Dunaway. Regizorul însuși are o scurtă apariție. El este personajul care îi crestează nasul protagonistului.” - Leonard Maltin's - 2004 (Movie and Video Guide).

## Distribuție
- Jack Nicholson . . . . . J. J. "Jake" Gittes
- Faye Dunaway . . . . . Evelyn Cross Mulwray
- John Huston . . . . . Noah Cross
- Perry Lopez . . . . . Locotenentul Lou Escobar
- John Hillerman . . . . . Russ Yelburton
- Darrell Zwerling . . . . . Hollis I. Mulwray
- Diane Ladd . . . . . Ida Sessions
- Roy Jenson . . . . . Claude Mulvihill
- Roman Polanski . . . . . omul cu cuțitul
- Richard Bakalyan . . . . . Detectivul Loach
- Joe Mantell . . . . . Lawrence Walsh
- Bruce Glover . . . . . Duffy
- Nandu Hinds . . . . . Sophie
- James O'Rear . . . . . Lawyer
- James Hong . . . . . Kahn
- Beulah Quo . . . . . menajera lui Mulwray
- Jerry Fujikawa . . . . . grădinarul lui Mulwray
- Belinda Palmer . . . . . Katherine Ross
- Roy Roberts . . . . . Primarul Bagby
- Burt Young . . . . . Curly
- Elizabeth Harding . . . . . nevasta lui Curly

## Vezi și
- Lista Time cu cele mai bune 100 de filme din toate timpurile